# 그을음병

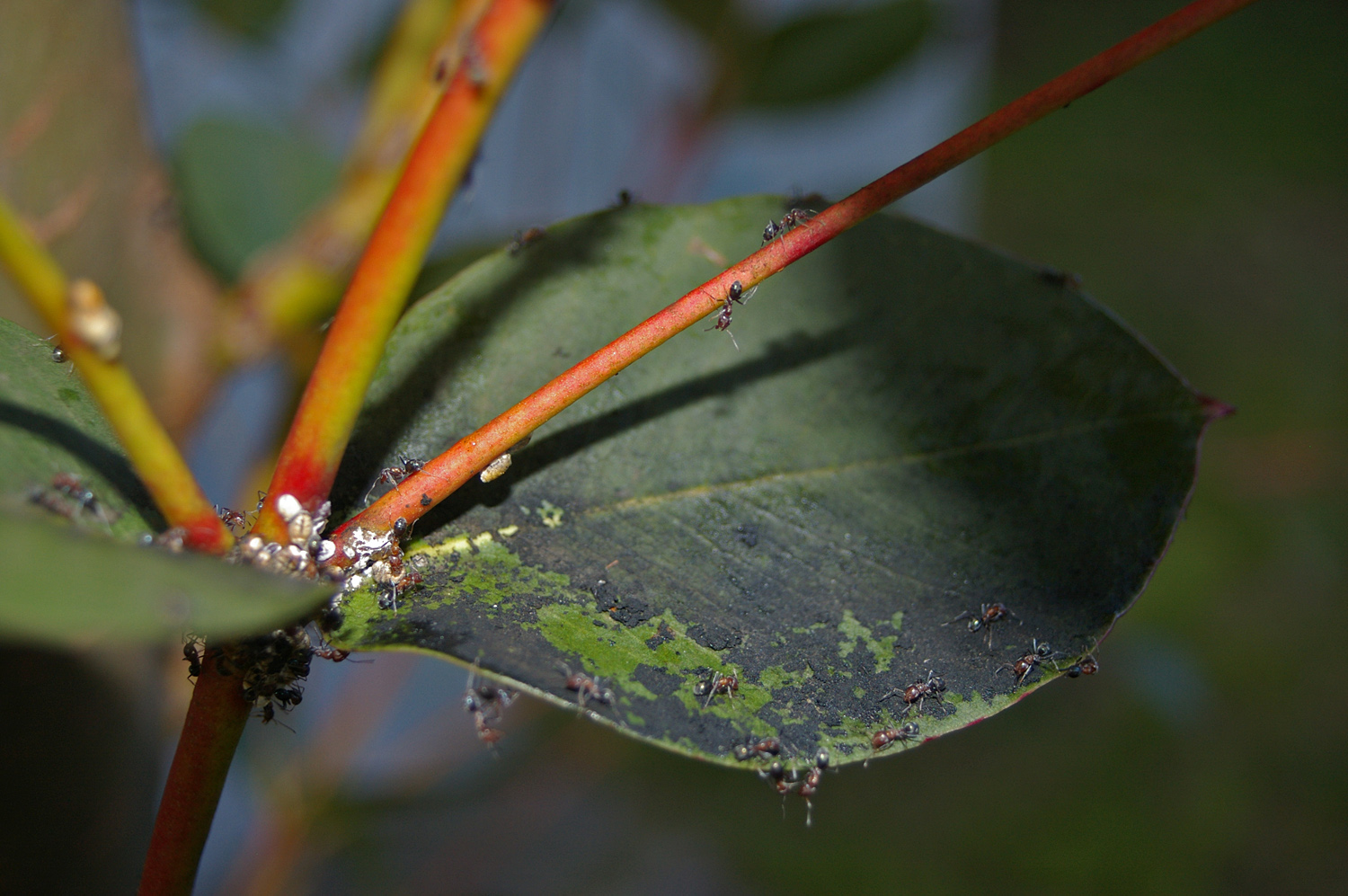
유칼립투스 디비스에 발생한 그을음병.

그을음병(sooty mold)은 클라도스포리움, 알터나리아 등의 속들을 아우르는, 각기 다른 자낭균류로 인해 발생하는 병이다. 식물과 식물의 열매뿐 아니라 울타리, 정원 가구, 돌, 심지어는 차와 같은 주변 물체로까지 영향을 미칠 수 있다.
그을음병 그 자체는 식물에 위해를 주는 경우 식물에 미치는 영향도가 크지는 않다. 이 병이 곤충 감염을 동반하고 있을 경우에는 치료가 바람직하다.

## 개요
그을음병은 각기 다른 수많은 균류의 모임이다. 식물이나 식물의 열매, 주변 물체에 시커멓게 달라붙는다.

## 일반적으로 영향을 받는 식물
그을음병은 아잘레아, 가르데니아, 동백나무, 배롱나무, 월계수와 같은 관상용 식물들의 잎에 흔히 볼 수 있다. 피칸이나 히커리 나무 아래에 위치한 식물들은 그을음병에 취약한데, 그 까닭은 단물을 분비하는 곤충들이 종종 이러한 나무들에 거하기 때문이다. 단물은 주위 및 하층 식물에서 흘러내릴 수 있다. 이따금씩 귤류가 달라붙는 달콤한 분비물을 분비할 수 있는데, 그을음병은 이들 위에 발전할 수 있다.

## 참고 문헌
- Chomnunti P., Hongsanan S., Aguirre-Hudson B., Tian Q., Peršoh D., Dhami M. K., Alias A. S., Xu J., Liu X., Stadler M., Hyde K. D. (2014). “The sooty moulds”. 《Fungal Diversity》 66 (1): 1–36. doi:10.1007/s13225-014-0278-5.